# Phaenocarpa aurosetosa
Phaenocarpa aurosetosa är en stekelart som beskrevs av Papp 2000. Phaenocarpa aurosetosa ingår i släktet Phaenocarpa och familjen bracksteklar. Inga underarter finns listade i Catalogue of Life.